# Мамаду Багайоко (івуарійський футболіст)
Мамаду Багайоко (фр. Mamadou Bagayoko, нар. 31 грудня 1989, Абіджан) — івуарійський футболіст, захисник французького клубу «Ред Стар».
Виступав, зокрема, за словацький «Слован», а також національну збірну Кот-д'Івуару.

## Клубна кар'єра

### Початок кар'єри
Народився 31 грудня 1989 року в місті Абіджан. Вихованець футбольної школи клубу «Африка Спортс». Дорослу футбольну кар'єру розпочав 2008 року в основній команді того ж клубу.

### Виступи у Словаччині
У 2008 році перейшов у стан словацького клубу «Слован» з Братислави, проте за першу команду не грав. Тому у січні 2009 року був відданий в піврічну оренду в «Петржалку». У чемпіонаті Словаччини дебютував 18 березня 2009 року в матчі проти «Дубниці» (3:0). Всього у складі команди провів 7 ігор в чемпіонаті і повернувся назад в «Слован». У «Словані» дебютував 16 вересня 2009 року в матчі проти «Жиліни»(2:1). У своєму першому сезоні разом з командою став володарем срібних нагород чемпіонату і володарем Кубка Словаччині. 27 серпня 2009 року дебютував у єврокубках, в матчі раунду плей-оф Ліги Європи проти амстердамського «Аякса»(1:2).
У сезоні 2010/11 Слован став переможцем чемпіонату і Кубка. У матчі за Суперкубок Словаччини 4 липня 2010 року команда поступилася «Жиліні» в серії пенальті (1:1 в основний час і 2:4 по пенальті). У сезоні 2011/12 команда дійшла до групового етапу Ліги Європи, де «Слован» поступився таким клубам як французький «Парі Сен-Жермен», австрійський «Ред Булл» та іспанський «Атлетік Більбао». Багайоко взяв участь у 7 іграх турніру. У чемпіонаті «Слован» став бронзовим призером, поступившись «Спартаку» з Трнави і «Жиліні».
У двох наступних сезонах разом з командою ставав чемпіоном Словаччини, перемагав у Кубку Словаччини 2012/13 і доходив до фіналу Кубка у сезоні 2013/14. У сезоні 2014/15 грав лише в осінній частині. Всього ж за «Слован» у чемпіонаті провів 124 матчі, забив 4 голи, а в єврокубках у складі словацького колективу він провів 22 гри.

### «Сент-Трюйден»
Влітку 2015 року підписав річний контракт з бельгійським «Сент-Трюйденом» з можливістю продовжити його ще на один рік. У чемпіонаті Бельгії дебютував 24 липня 2015 року в матчі проти «Брюгге»(2:1). Відтоді встиг відіграти за команду із Сінт-Трейдена 40 матчів у національному чемпіонаті.

## Виступи за збірні
Протягом 2007—2008 років залучався до складу молодіжної збірної Кот-д'Івуару. Тричі брав участь на турнірі в Тулоні. В 2007 році та 2008 році ставав бронзовим призером турніру, а в 2010 році став переможцем турніру. На молодіжному рівні зіграв у 25 офіційних матчах, забив 4 голи.
У серпні 2008 року головний тренер олімпійської збірної Кот-д'Івуару Жерар Жилі викликав Мамаду на літні Олімпійські ігри в Пекіні. В команді він отримав 12 номер. У своїй групі івуарійці посіли друге місце, поступившись Аргентині, обігнавши Австралію і Сербії. У чвертьфінальній грі Кот-д'Івуар поступився Нігерії з рахунком (0:2). Багайоко зіграв у всіх чотирьох іграх.
6 вересня 2015 року дебютував в офіційних матчах у складі національної збірної Кот-д'Івуару в матчі кваліфікації на Кубок африканських націй 2017 року проти Сьєрра-Леоне (0:0). 
У складі збірної був учасником Кубка африканських націй 2017 року у Габоні.
Наразі провів у формі головної команди країни 9 матчів.

## Досягнення
- Чемпіон Словаччини (3):

Слован: 2010/11, 2012/13, 2013/14
- Володар Кубка Словаччини (3):

Слован: 2009/10, 2010/11, 2012/13
- Володар Суперкубка Словаччини (1):

Слован: 2014